# Ivan Bilibin
Ivan Jakovlevič Bilibin (rusky Ива́н Я́ковлевич Били́бин, 4./16. srpna 1876, Petrohrad – 7. února 1942, Leningrad) byl ruský malíř, ilustrátor a scénograf.

## Život
Ivan Bilibin studoval malířství u Antona Ažbeho v Mnichově, později u Ilji Repina v Petrohradě. V letech 1902–1904 cestoval po ruském severu, kde byl fascinován ruským folklorem. Sbíral při tom pro Muzeum Alexandra III. etnografický materiál a fotografoval památky staré vesnické architektury, zvláště v regionech Vologda, Archangelsk, Tver, Skaja, Olonezkaja a Petrozavodsk. Tyto materiály publikoval též knižně, v monografii Lidové umění ruského severu (1904). Ty posléze měly velký vliv na jeho malby. K dalším vlivům ovšem patřily jeho milované tradiční japonské kresby.
Stal se součástí umělecké skupiny Мир искусства (Mir iskusstva – Svět umění), jejímiž hlavními osobnostmi byli Alexandre Benois a Léon Bakst. Jako mnoho dalších členů tohoto sdružení se věnoval též knižním ilustracím, časopisecké grafice a scénografii.
Proslulost získal v roce 1899 zvláště svými ilustracemi ruských pohádek a později scénou pro premiéru opery Nikolaje Rimského-Korsakova Zlatý kohoutek ve Solodovnikově divadle.
Ruskou revoluci roku 1905 přivítal s nadšením, kreslil i karikatury pro revoluční časopis Župel, který byl v roce 1906 zakázán. Po bolševické revoluci v roce 1917 však Rusko opustil, neboť mu připadala příliš radikální.

### V emigraci

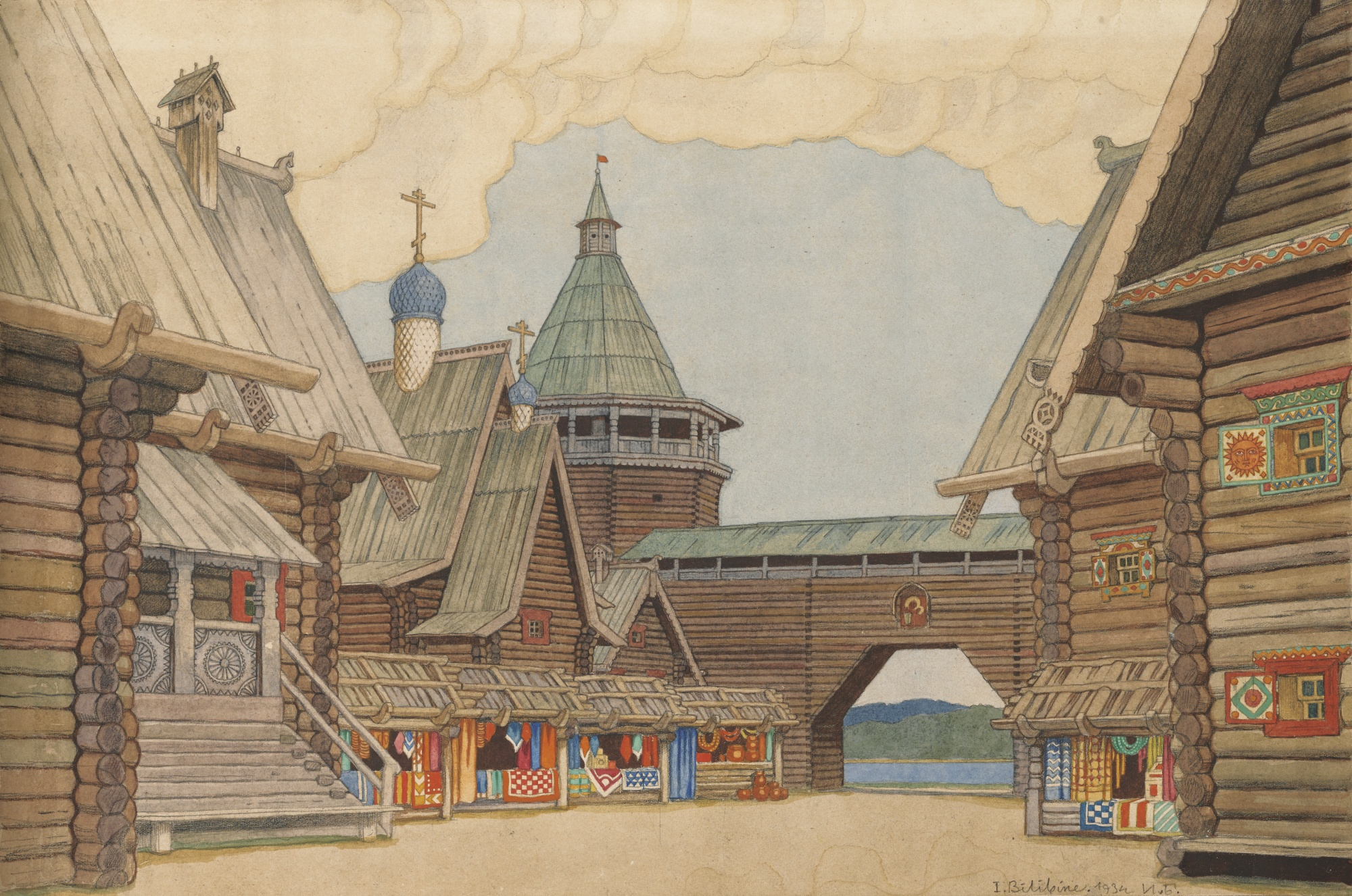
Malý Kitěž na Volze. Návrh scény 2. dějství opery O neviditelném městě Kitěži N. A. Rimského-Korsakova pro brněnskou inscenaci roku 1934.

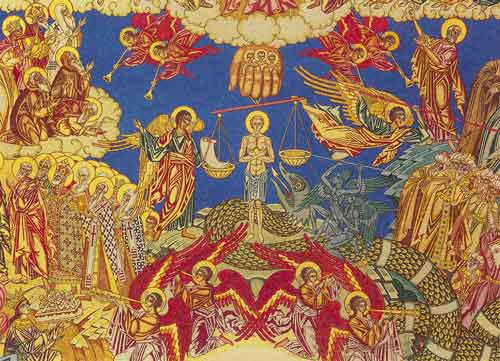
Freska Poslední soud podle Ivana Bilibina

21. února 1920 se na lodi „Saratov“ Bilibin účastnil evakuace z Novorossijska. Na palubě lodi bylo množství nemocných, proto loď minula přístavy v Konstantinopoli i Famagustě na Kypru a plula až do Egypta. Zde byli ruští uprchlíci anglickými úřady umístěni v táboře v Tel el-Kebiru. Od roku 1920 žil Bilibin v Káhiře. V Egyptě pracoval na skicách panneau a fresek v byzantském stylu pro příbytky bohatých řeckých obchodníků. Studoval egyptské umění, nejprve muslimské a koptské a následně umění Starověkého Egypta.
V únoru 1923 se Bilibin oženil s malířkou Alexandrou Ščekatichinovou-Potockou, která za ním přijela do Káhiry se synem Mstislavem. V létě 1924 s rodinou cestoval po Sýrii a Palestině a v říjnu 1924 usadil v Alexandrii.
V srpnu 1925 se Bilibin přestěhoval do Paříže, kde byl záhy zván k tvorbě velkolepých dekorací k inscenacím ruských oper, kulis pro balety Igora Stravinského „Pták Ohnivák“ v Buenos Aires a pro řadu oper v Brně a Praze. V téže době taktéž ilustroval vydání ruských pohádek, pohádek bratří Grimmů, či pohádek Tisíce a jedné noci. Kromě toho se věnoval výzdobě soukromých domů i pravoslavných chrámů. Roku 1925 navrhl fresky a mozaiku pro interiér nově postaveného pravoslavného chrámu Zesnutí Přesvaté Bohorodičky v pravoslavné části Olšanského hřbitova v Praze na Žižkově.
Bilibin byl coby zednář přijat do ruské lóže „Северная звезда (Severní hvězda)“ v Paříži. Později se stal zakládajícím členem jiné ruské lóže — „Свободная Россия (Svobodné Rusko)“, jíž se v roce 1932 stal obřadním mistrem.

### Návrat do sovětského Ruska
Postupem času se mu však stále více stýskalo po Rusku. Zakázku na výzdobu sovětského velvyslanectví v Paříži v roce 1936 využil k jednáním o možnosti návratu do vlasti. Ten mu byl umožněn a skutečně do sovětského Ruska odjel. Přednášel na Ruské akademii umění až do roku 1941.
Zemřel hladem během obležení Leningradu. Byl pohřben ve společném hrobě.